# Sidney Bryan Berry

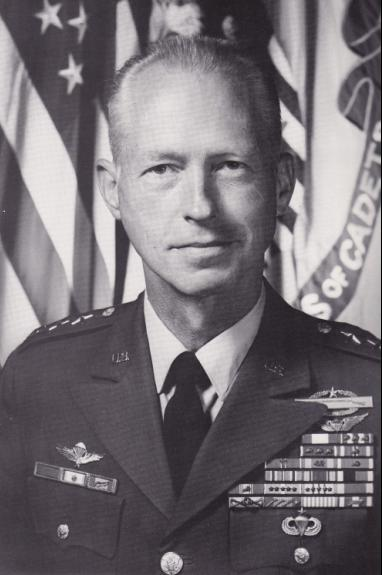
Sidney Bryan Berry

Sidney Bryan Berry (* 10. Februar 1926 in Hattiesburg, Mississippi; † 1. Juli 2013 in Kennett Square, Pennsylvania) war ein Generalleutnant der United States Army. Er war unter anderem Kommandeur des in Deutschland stationierten V. Corps und als Superintendent Leiter der Militärakademie West Point.
Im Jahr 1948 absolvierte Sidney Berry als 160. seines Jahrgangs die Militärakademie in West Point. In der Armee durchlief er anschließend alle Offiziersränge vom Leutnant bis zum Drei-Sterne-General. Er begann seine Laufbahn im Jahr 1949 als Leutnant in einer in Japan stationierten Einheit. Im weiteren Verlauf seiner militärischen Karriere diente er sowohl im Koreakrieg als auch im Vietnamkrieg. Zwischen diesen Kriegen studierte er zwischen 1951 und 1953 an der Columbia University in New York City. In den Jahren 1953 bis 1956 unterrichtete er das Fach Soziale Wissenschaften an seiner früheren Militärschule in West Point. In den Jahren 1961 bis 1964 gehörte er dem erweiterten Beraterstab von Verteidigungsminister Robert McNamara an. Anschließend absolvierte er das Army War College in Pennsylvania. Insgesamt diente er zwischen 1965 und 1971 zweieinhalb Jahre in Vietnam, unter anderem als militärischer Berater der 7. südvietnamesischen Division.
Zwischen August 1973 und August 1974 war Berry als Generalmajor Kommandeur der 101st Airborne Division, wobei er John H. Cushman ablöste. Anschließend wurde er als Nachfolger von William A. Knowlton zum 50. Leiter der Militärakademie in West Point ernannt. Dieses Amt bekleidete er zwischen 1974 und 1977. In seine Zeit als Leiter der Akademie fiel die Zulassung von Frauen (1976) und es gehörte zu seinen Aufgaben, deren Eingliederung in den Alltag der Akademie zu organisieren. Dabei war er ursprünglich ein Gegner der Aufnahme von Frauen in die Akademie. Mit dieser Meinung konnte er sich aber politisch nicht durchsetzen. Ebenfalls in seine Amtszeit fiel ein Betrugsskandal um gefälschte Prüfungsergebnisse. Sein letztes Kommando übernahm er am 19. Juli 1977 als Kommandeur des V. Corps. Dieses Amt behielt er bis zum 27. Februar 1980, als er von Willard Warren Scott, Jr. abgelöst wurde. Anschließend ging er in den Ruhestand.
Nach dem Ende seiner militärischen Laufbahn wurde Sidney Berry in seinem Heimatstaat Mississippi politisch tätig. Unter Gouverneur William Winter bekleidete er zwischen 1980 und 1984 das Amt des Innenministers bzw. Sicherheitsbeauftragten (Commissioner of Public Safety). Anschließend zog er nach Pennsylvania. In der dortigen Stadt Kennett Square verstarb er am 15. Juli 2013 in Folge einer Parkinson-Erkrankung. Mit seiner Frau Anne hatte er zwei Töchter und einen Sohn.

## Orden und Auszeichnungen
Generalleutnant Sidney Berry erhielt im Lauf seiner militärischen Laufbahn unter anderem folgende Auszeichnungen:
- Army Distinguished Service Medal
- Silver Star
- Legion of Merit
- Distinguished Flying Cross
- Bronze Star Medal
- Air Medal
- Purple Heart
- Combat Infantryman Badge